# Славянское неоязычество на Украине
Славянское неоязычество (родноверие) (укр. рідна віра, рідновірство, рідновір’я) является наиболее распространённым направлением неоязычества в Украине.

## Истоки
Украинский писатель Иван Франко в повести «Захар Беркут» (1882) о борьбе карпатских русинов с монголами выказывает положительное отношение к славянскому язычеству, вызванное общественно-политическими идеалами автора, приверженностью идее общинного строя, которому соответствует эта «свободная, чистая общинная религия». Франко рассказывает в повести некоторые мифы о восточнославянских богах неясного происхождения.

## История

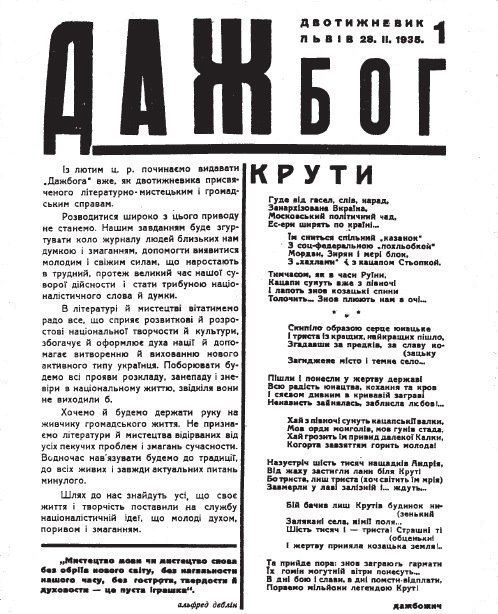
Украинский журнал «Дажбог» (28 февраля 1935)

Неоязычество в Украине возникло раньше, чем в России. Неоязыческие идеи выражал издававшийся во Львове в 1931—1935 годах украинский литературный журнал «Дажбог» (Богдан-Игорь Антонич и другие).
Первым идеологом украинского родноверия в 1930-е годы стал санскритолог Владимир Шаян. По его словам, что в 1934 году он получил духовное откровение на вершине горы Грехит в Украинских Карпатах, что вдохновило его на поиски языческого обновления. Свою религиозную деятельность начал во Львове, где в 1934 году, познакомившись с крестьянским ритуалом освящения зерна, создал неоязыческую общину «Родная вера» (укр. «Рідна віра»). Языческие мотивы нашли отражение в его стихотворном сборнике «Орден Бога Солнца», вышедшем в 1936 году. В 1937 году во Львове в докладе на семинаре индологов Шаян представил своё видение «панарийского возрождения». Во время Второй мировой войны Шаян сотрудничал с УПА. В 1944 году бежал из Львова в Аугсбург (Германия). Некоторое время он провёл время в лагерях беженцев, где принял участие в основании Украинской свободной академии наук.
Один из будущих идеологов украинского неоязычества Лев Силенко во время Второй мировой войны вначале служил в Красной армии, затем оказался в плену, откуда сумел бежать и весной 1942 года вернулся в Киев. Там он сотрудничал с украинской националистической газетой «Наше слово», деятельность которой вызвала подозрения у гестапо. В результате все работники газеты были арестованы и погибли. Только Силенко неизвестным способом удалось выйти на свободу. Он уехал из Киева вначале в Западную Украину, затем — в Германию. В Аугсбурге (Германия), встретился с Ю. Г. Лисовым, затем они оба познакомились с Шаяном, неоязыческие идеи которого оказали на них сильное влияние.
В 1945 году в Аугсбурге Шаян создал религиозно-политический «Орден рыцарей Бога Солнца», который, как он надеялся, станет подразделением УПА в борьбе с вторгшейся Красной Армией. Среди членов ордена был и Силенко, которого Шаян инициировал с именем Орлигора.
Позднее Шаян перебрался в Англию, где опубликовал большую часть своих поэм. Шаян был деятельным активистом общины украинских эмигрантов. В последние годы жизни он исполнял обязанности президента Украинской независимой академии наук. Имел титул Волхва Твердыни Здравомыслия. Последнюю часть жизни Шаян провел в изгнании в Лондоне.
Лисовой переехал в Англию, Силенко — в Канаду. В Канаде Силенко изучал религии Востока, прежде всего индуизм, и с 1964 года начал проповедовать в украинских эмигрантских общинах США и Канады собственное учение, которое он называл «украинской родной верой» с единым Дажьбогом во главе. В том же 1964 году в Чикаго (США) он основал нативистскую (неоязыческую) общину и церковь «РУН-вера», зарегистрированную в 1966 году. В 1979 году Силенко дописал книгу «Мага Вира» — священную книгу «РУН-веры» о вере и истории «ориан-украинцев» («арийцев-украинцев»), создателей самой древней и могущественной цивилизации. Основной целью он считал реформирование «древней политеистической веры русов» в «монотеистическую религию современного образца, во главе с Дажьбогом». Христианство рассматривалось Силенко как религия рабов, повлёкшая для Украины «горькую судьбу колонизированной страны». Символом веры является «Тризуб в лучистом солнечном диске». Силенко приобрёл большой участок земли в Спринг Глен (штат Нью-Йорк), назвал его «Орияной» и построил там храм Матери Украины — Арианы. В создании этого религиозного течения принимали активное участие Михаил и София Чумаченко — родители Катерины Ющенко, супруги бывшего Президента Украины. По одной из версий это «родная вера» («Рiдна Вiра») в названии движения Силенко в дальнейшем было переосмыслено русскими неоязычниками как «родноверие».
Пути Шаяна и Силенко разошлись к 1970-м годам, и они стали представителями двух конкурирующих направлений в славянском неоязычестве. Учение Силенко отличается от учения Шаяна более монотеистическим характером. Соперничество привело к противоречивым сообщениям о связях Шаяна и Силенко. Источники, связанные с РУН-верой Силенко, утверждают, что Силенко никогда не был учеником Шаяна.
Как и в других неоязыческих течениях, связанных с Восточным блоком, важную роль в продолжении движения Шаяна сыграла послевоенная эмигрантская среда, в данном случае украинская диаспора на Западе. Первая неоязыческая община «Соборный храм родной веры» (позднее переименована в «Общину святой украинской веры») была создана последователями Шаяна в 1971 году в Гамильтоне (Канада). В настоящее время она возглавляется Мирославом Сытником. В 1972 году в Канаде благодаря энтузиазму Ларисы Тимошенко был основан Институт имени Владимира Шаяна, где изучается его творчество и издают его рукописи. После смерти Шаяна один из его последователей философ Ю. Г. Лисовой унаследовал от него пост Волхва Твердыни Здравомыслия. В 1979 году Лисовой установил контакты с Виктором Безверхим, пытавшимся в то время создать «ведическую» общину в Ленинграде. Небольшие общины последователей Шаяна были особенно активны в Торонто и Гамильтоне (Канада)

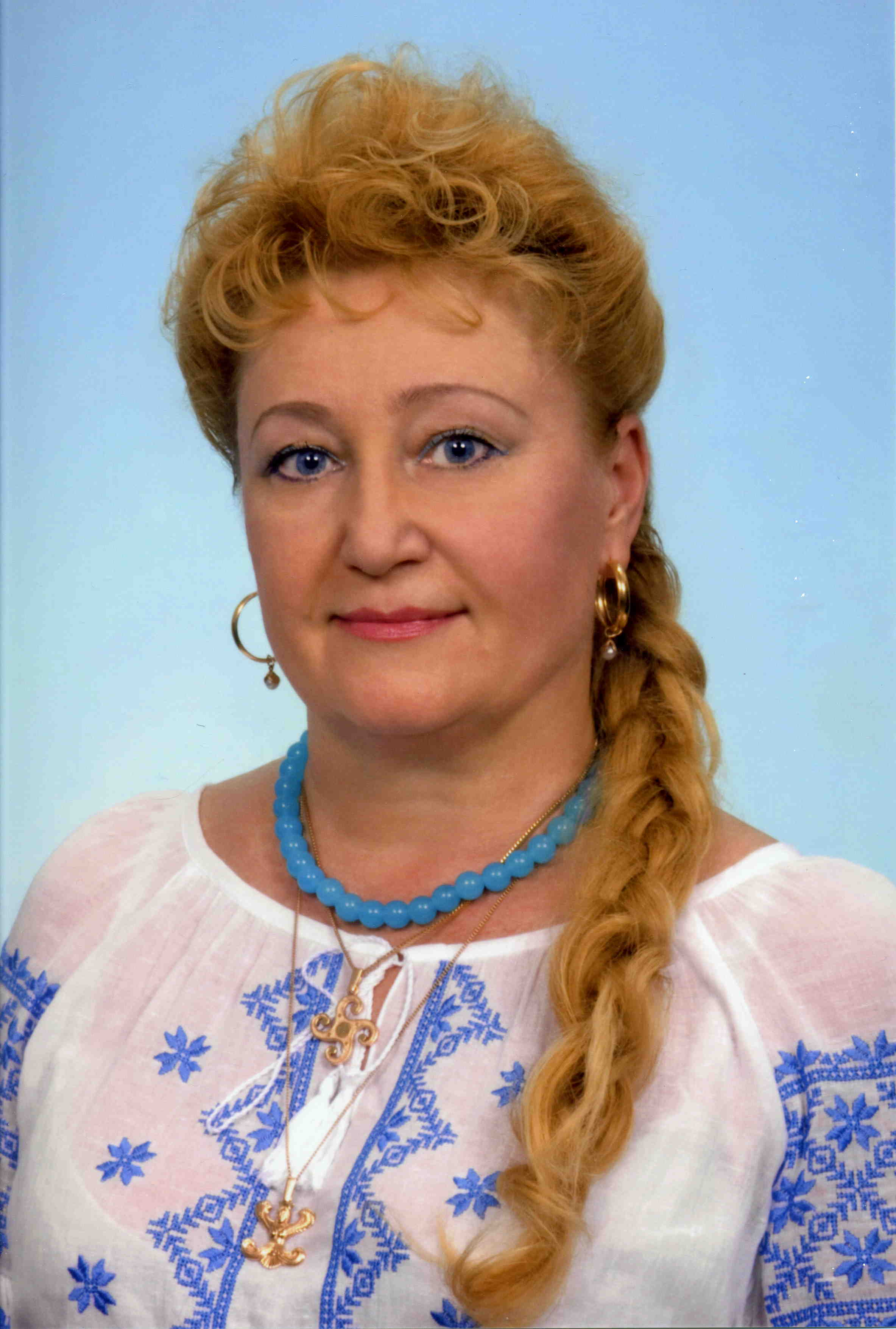
Галина Лозко (Зореслава), основательница и глава «Объединения родноверов Украины» (ОРУ)

В 1990-х годы работы Шаяна многократно публиковались в националистических изданиях в Украине. Его считают своим «великим Волхвом» и учителем современные киевские неоязычники (религиовед Галина Лозко, философ Л. Т. Бабий). Наиболее известной (по ряду своих книг) современной последовательницей Шаяна в Украине является Галина Лозко (Волхвиня Зореслава). В отличие от Шаяна и многих других украинских националистов, Лозко считает, что украинцев веками угнетают не русские, а «семитская монотеистическая идея, выступающая антиподом арийскому политеизму». Лозко выпустила молитвенное пособие «Православ», в котором последней из десяти «языческих заповедей» была «Не связывайтесь с евреями». Лозко была инициирована Мирославом Сытником в Гамильтоне. После распада Советского Союза в 1993 году в Киеве она создала «Православию», первую организацию в Украине, придерживающуюся политеистического неоязычества Шаяна. В 1998 году Лозко стала соучредителем зонтичной организации «Объединение родноверов Украины» (ОРУ). В своём учредительном заявлении от 1998 года «Объединение родноверов Украины» во главе с Лозко утверждало, что многие мировые проблемы проистекают из «смешения этнических культур», которое привело к «разрушению этносферы», являющейся неотъемлемой частью биосферы Земли.
Многие идеи Силенко о прошлом украинцев оказали влияние на различных украинских авторов националистического и неоязыческого направления. В 1990-х годах в Киеве издавался журнал «Индо-Европа» под редакцией Виталия Довгича, ставивший одной из основный своих задач «покончить с официальной теорией происхождения трёх восточнославянских народов». Этой теории авторы журнала противопоставляли, в частности, идеи Льва Силенко. Идея «арийской» Украины Силенко получила выражение в романе политэкономиста Юрия Каныгина («Путь ариев», 1996).
Шаян и Силенко высоко оценили появление в 1950-х годах «Велесовой книги» (сочинение, выдаваемое за текст IX века, но признанное учёными фальсификацией XX века). Родноверие стало массовым течением в Украине только после распада СССР и ознакомления «общественности Украины и России» с «Велесовой книгой» (начиная с 1991 года), которую некоторые родноверы (в частности, Лозко) считают «Волховником», то есть «Священным писанием родноверов». Общины родноверов действовали в Украине с начала 1990-х годов; зарегистрированы с начала 2000-х годов.
Принципиальной позицией неоязыческого движения, появившегося в Украине в начале 1990-х годов, стало антихристианство. Эта антихристианская риторика включает и антисемитские мотивы.
Роман Николаев (волхв Богумир), возглавлявший общину «Родового огоня родной православной веры» в Хмельницком, в 2016 году заявил об уходе в связи с «отсутствием чётких проукраинских государственных позиций» у верховного волхва Куровского. Затем, заняв пост директора департамента образования Хмельницкого, Николаев добился запрета на преподавание русского языка в местных школах.

## Демография

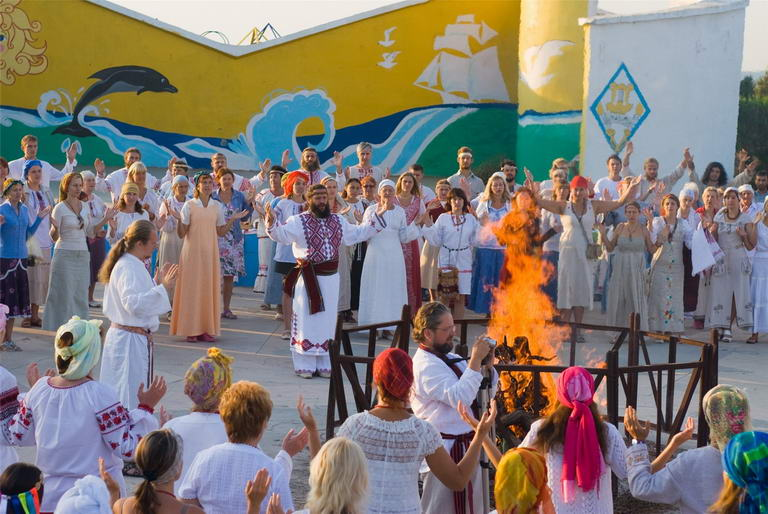
Молитва в организации «Родовой огонь родной православной веры»

Историк и этнолог В. А. Шнирельман выделяет в мировом неоязычестве два потока — умозрительное неоязычество, распространённое среди городской интеллигенции, потерявшей всякую связь с традицией и подлинно народной культурой, и возрождение народной религии в селе, где нередко можно проследить непрерывную линию преемственности, идущую из прошлого. По его мнению «первое, безусловно, господствует у русских, украинцев, белорусов, литовцев, латышей и армян, где можно смело говорить об „изобретении традиции“».
В 2005 году Адриан Ивахив писал, что в Украине, вероятно, было от 5 до 10 тысяч родноверов. Он также отметил, что с начала и середины 1990-х годов в стране имел место существенный рост этого показателя. Другие социологи подсчитали, что в те же годы украинских родноверов было более 90 000 человек (0,2 % от общей численности населения).
В 2008 году газета «Дело» оценивала численность адептов РУН-веры до 500 человек, а перехватившего у неё лидерство объединения «Родовой огонь родной православной веры» — до 1,5 тысяч человек, «Объединения родноверов Украины» (ОРУ) на начало 2008 года — 1 тысячи человек.
В 2013 году секретарь отделения религиоведения Института философии Национальной академии наук Украины Дмитрий Базик оценивал численность родноверов в Украине в 5—10 тысяч человек.
По данным Министерства культуры Украины, на 1 января 2018 года из 32 506 действующих зарегистрированных религиозных организаций Украины 136 (0,42 %) принадлежали к новым религиозным организациям языческого направления, в том числе 74 — к РУН-вере, 22 — к «Родовому огню Родной православной веры», 6 — к Церкви украинских язычников, 5 — к ОРУ, 33 — к прочим.
Ивахив отмечал, что средний возраст украинских родоверов был старше среднего возраста неоязычников на Западе, а также писал, что «основной базой» религии являются «национально ориентированные этнические украинцы с уровнем образования выше среднего». Он заметил, что родноверские общины частично пересекаются с другими группами, такими как группы возрождения народной и традиционной музыки, казачьи объединения, группы традиционных боевых искусств, а также националистические и ультранационалистические организации. Он добавил, что родноверие остаётся «относительно небольшой нишей в украинской религиозной культуре» и сталкивается с неоднозначной реакцией в стране. Устоявшиеся украинские православные и римско-католические группы относятся к родноверию с тревогой и враждебностью, тогда как образованные и интеллектуальные классы страны склонны рассматривать его как маргинальную часть ультраконсервативного движения, в котором присутствует антисемитизм и ксенофобия.
В глобальной украинской диаспоре было отмечено значительное сокращение числа последователей РУН-веры. Это произошло из-за неспособности организаций привлечь достаточное количество молодежи. С другой стороны, украинская организация «Родовой огонь родной православной веры» создала группы как в Молдавии, так и в Германии. В Украине, как и в России, родноверие очень популярно среди казаков, а его разновидность, ассианство, связана с «возрождением» скифской идентичности.

## Течения и объединения

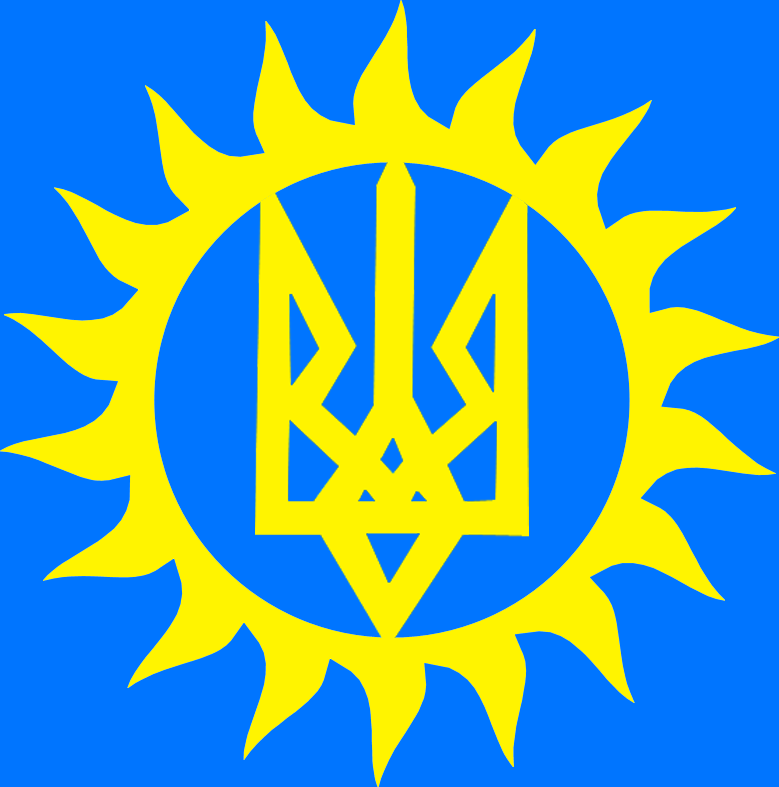
Символ РУН-веры

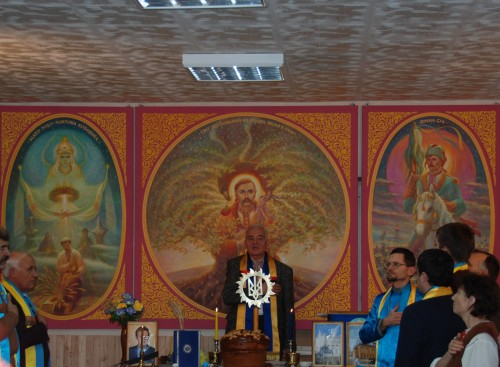
Обряд РУН-веры в киевском храме

В настоящее время в украинском родноверии существует несколько объединений и течений:
- РУН-вера. В Украине первая община РУН-веры была зарегистрирована в сентябре 1991 года. В 1992 зарегистрировано объединение «Церковь Верных Родной Украинской Вере (РУНВера)»[52] в качестве особой конгрегации[16]. В Украине зарегистрировано 49 общин, но часть из них не действует. РУН-вера доминирует в родноверии в украинской диаспоре США и Канады, где имеется храм Матери Украины в Спринг Глен[англ.] (Нью-Йорк, США)[53]. Различные конгрегации РУН-веры существуют в рамках украинской диаспоры в Австралии, Канаде, Великобритании и США[39].
- «Русское православное коло». Община в Запорожье. В 2000 году отделилась от РУН-веры[54].
- «Объединение родноверов Украины» (ОРУ). Лидер Галина Лозко (Зореслава). Создано в 1998 году как зонтичная организация. В 2001 году ОРУ было официально зарегистрировано как языческая религиозная организация. ОРУ включает в себя ряд местных общин и предприняло попытку установить регулярные календарные праздники. Принимало активное участие в неоязыческой межконфессиональной деятельности Европейского конгресса этнических религий[27].
- «Собор родной украинской веры». Лидер Орий (Олег) Безверхий. Регистрация в 2000 году. 12 общин.
- «Русский православный круг». Верховный волхв Святовит Пашник. Регистрация в 2007 году. 8 общин, 7 групп.
- Славянское духовное движение «Великий Огонь». Лидер Геннадий Николаевич Боценюк (Князь Огин). Действует с 1990 года в Житомире, имеет ряд общин в других регионах Украины, регистрация в 1992 году. 10 общин.
- «Родовой огонь родной православной веры» (укр. Родове вогнище рідної православної віри). Верховный волхв Владимир Куровский. Возник в 2004 году. Придерживается позиций панславизма, открыты общины также в России и Белоруссии. Учение включает идею развития экстрасенсорных способностей и близко к индийскому ведизму.

По состоянию на 2016 год в Украине действовал ряд российских славянских неоязыческих организаций, их отделений или общин, включая славяно-горицкую борьбу, петербургское объединение «Схорон еж словен», ССО СРВ, «Велесов круг».
«Древнерусская инглиистическая церковь православных староверов-инглингов» (инглиизм), возникшая в Омске, Россия, активно действует в Украине, в частности, в Одессе. Заметным распространителем идей инглиизма в Украине был Владимир Куровский, который способствовал созданию фильмов «Игры Богов».

## Триполье
В среде неоязычников получила популярность трипольская археологическая культура энеолита и раннего бронзового века. Различные неоязыческие авторы утверждают, что украинцы существовали как народ и имели высокую культуру и государственность задолго до Киевской Руси. Для доказательства этого делаются попытки отождествить украинцев со скифами или более древними народами, вплоть до представителей трипольской культуры или, в некоторых случаях, людей палеолита, что изображает украинцев древнейшим народом Европы. Ряд этих авторов отождествляет этих предков с «арийцами» («трипольцам-ориям»). Другие конструируют двухчленную модель возникновения украинского этноса как результат смешения местных «хлеборобов-трипольцев» и пришлых «степняков-арийцев». Идея происхождения украинцев от трипольцев поддерживалась Львом Силенко, основателем украинского неоязыческого движения РУН-вера. Сторонником идеи был советский украинский писатель Сергей Плачинда, один из последователей Силенко, разделявший также идею докириллической «трипольской» письменности. Журналист, кандидат филологических наук В. А. Довгич, развивавший неоязыческие идеи, утверждал, что Поднепровье было родиной «арийских» народов, а украинцы являются автохтонным населением по меньшей мере с трипольской эпохи, когда они изобрели письменность. Бывший археолог Юрий Шилов, также развивающий неоязыческие идеи, рассматривал Украину как «Великую Оратанию». По его мнению, в трипольское время в Украине возникло «арийское государство», «сами трипольцы называли свою страну Араттой» и именно оттуда «вели свой род шумерские цари». В Украине Шилов считается национальным героем, и на его родине ему поставлен памятник. Политэкономист Юрий Каныгин, популяризировавший взгляды Силенко и Шилова, ведёт генеалогию украинцев от «ариев», а «триполизм» объявил «украинским архетипом».